# Onalaska (Wisconsin)
Onalaska ist eine Stadt (mit dem Status „City“) im La Crosse County im US-amerikanischen Bundesstaat Wisconsin. Das U.S. Census Bureau ermittelte bei der Volkszählung 2020 eine Einwohnerzahl von 18.803.
Onalaska ist Bestandteil der bundesstaatenübergreifenden Metropolregion La Crosse Metropolitan Area.

## Geografie

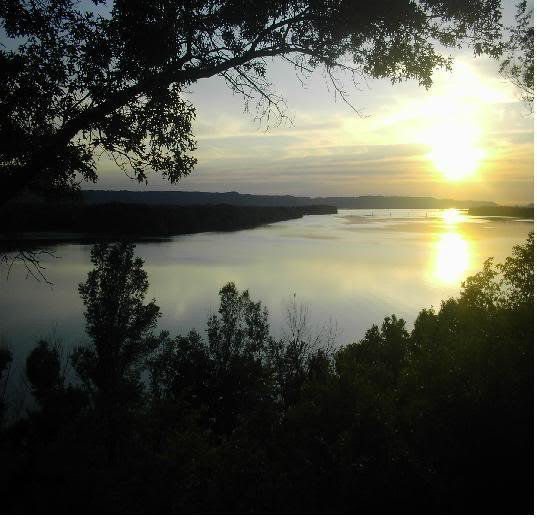
Lake Onalaska

Onalaska liegt an der Einmündung des Black River in den zum Lake Onalaska aufgestauten Mississippi, der die Grenze zu Minnesota bildet. Der La Crosse River bildet die südöstliche Stadtgrenze. Die Insel French Island liegt auf Höhe des Stadtzentrumsund begrenzt den Lake Onalaska nach Süden. Der am Mississippi gelegene Schnittpunkt der drei Bundesstaaten Wisconsin, Minnesota und Iowa befindet sich 45 km südlich.
Onalaska liegt in der Driftless Area genannten eiszeitlich geformten Region, die sich über das südöstliche Minnesota, das südwestliche Wisconsin, das nordöstliche Iowa und das äußerste nordwestliche Illinois erstreckt. Bei der letzten Eiszeit, der so genannten Wisconsin Glaciation, blieb die Region eisfrei, sodass sich die Flusstäler auch während dieser Zeit tiefer in das Plateau einschneiden konnten.
Das Stadtgebiet erstreckt sich über eine Fläche von 27,79 km², die sich auf 26,24 km² Land- und 1,55 km² Wasserfläche verteilen. Die Town of Onalaska umgibt die Stadt Onalaska von Nordwesten, Norden und Nordosten, ohne das diese der Town angehört.
Nachbarorte von Onalaska sind La Crosse (an der südlichen Stadtgrenze), French Island (5,6 km südwestlich), La Crescent in Minnesota (13 km südwestlich am gegenüberliegenden Mississippiufer), Dakota in Minnesota (16,8 km westnordwestlich am gegenüberliegenden Mississippiufer), Brice Prairie (10 km nordwestlich), Holmen (9,3 km nordnordwestlich) und West Salem (13,8 km östlich).
Die nächstgelegenen größeren Städte sind Green Bay am Michigansee (318 km ostnordöstlich), Wisconsins Hauptstadt Madison (209 km ostsüdöstlich), Wisconsins größte Stadt Milwaukee (328 km in der gleichen Richtung), Rockford in Illinois (332 km südöstlich), die Quad Cities in Illinois und Iowa (321 km südlich), Cedar Rapids in Iowa (252 km südsüdwestlich), Rochester in Minnesota (120 km westlich) und die Twin Cities in Minnesota (234 km nordwestlich).

## Verkehr

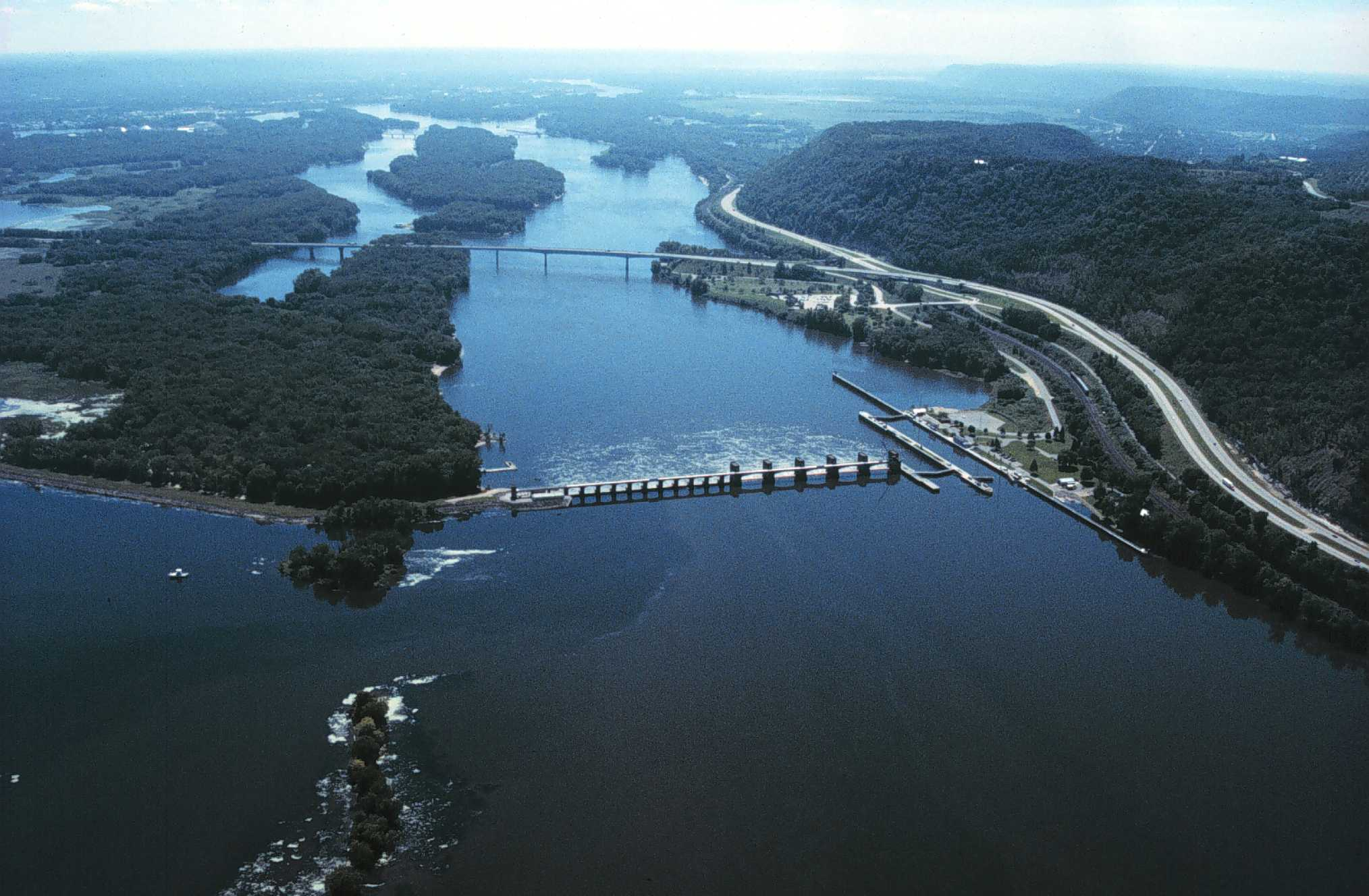
Schleuse und Stauwerk Nr. 7

Zwischen dem Onalaska vorgelagerten French Island und dem Minnesota-Ufer bei La Crescent befindet sich mit Lock and Dam No. 7 eines von 29 Stauwerken, die den oberen Mississippi zu einer der wichtigsten Binnenwasserstraßen des Landes machen.
Die Interstate 90 verläuft von Minnesota über eine Brücke über den Mississippi kommend in West-Ost-Richtung entlang der südlichen Stadtgrenze. Der U.S. Highway 53 verläuft in Nord-Süd-Richtung durch Onalaska, bevor der im benachbarten La Crosse seinen südlichen Endpunkt erreicht. Der entlang des Mississippi verlaufende Wisconsin State Highway 35 bildet den Wisconsin-Abschnitt der Great River Road. Daneben führt der aus Nordosten kommende Wisconsin State Highway 16 durch das Stadtgebiet von Onalaska. Alle weiteren Straßen sind untergeordnete Landstraßen, teils unbefestigte Fahrwege sowie innerörtliche Verbindungsstraßen.
Entlang des Mississippi verläuft für den Frachtverkehr eine Eisenbahnlinie der BNSF Railway, der zweitgrößten Eisenbahngesellschaft des Landes.
Auf dem gegenüber der Stadt liegenden French Island liegt der La Crosse Regional Airport (7,7 km westlich des Stadtzentrums über die I 90 erreichbar), durch den die Stadt über Zubringerflüge zu mehreren Großflughäfen Anschluss an das nationale und internationale Luftverkehrsnetz hat.

## Bevölkerung
Nach der Volkszählung im Jahr 2010 lebten in Onalaska 17.736 Menschen in 7331 Haushalten. Die Bevölkerungsdichte betrug 675,9 Einwohner pro Quadratkilometer. In den 7331 Haushalten lebten statistisch je 2,4 Personen.
Ethnisch betrachtet setzte sich die Bevölkerung zusammen aus 90,7 Prozent Weißen, 1,1 Prozent Afroamerikanern, 0,3 Prozent amerikanischen Ureinwohnern, 5,7 Prozent Asiaten sowie 0,5 Prozent aus anderen ethnischen Gruppen; 1,7 Prozent stammten von zwei oder mehr Ethnien ab. Unabhängig von der ethnischen Zugehörigkeit waren 1,6 Prozent der Bevölkerung spanischer oder lateinamerikanischer Abstammung.
24,9 Prozent der Bevölkerung waren unter 18 Jahre alt, 59,8 Prozent waren zwischen 18 und 64 und 15,3 Prozent waren 65 Jahre oder älter. 52,0 Prozent der Bevölkerung war weiblich.
Das mittlere jährliche Einkommen eines Haushalts lag bei 59.186 USD. Das Pro-Kopf-Einkommen betrug 31.391 USD. 6,5 Prozent der Einwohner lebten unterhalb der Armutsgrenze.

## Bekannte Bewohner
- William H. Stevenson (1891–1978) – von 1941 bis 1949 republikanischer Abgeordneter des US-Repräsentantenhauses – verbrachte seine letzten Lebensjahre in Onalaska und ist hier beigesetzt[6][7]